# 布萊爾斯維爾 (喬治亞州)
布萊爾斯維爾（英語：Blairsville）是一個位於美國喬治亞州尤寧縣的城市。根據2010年美國人口普查，該地人口為21000人，而該地的面積約為2.80平方千米。同時該地也是尤寧縣的縣治。

## 地理
布萊爾斯維爾的座標為34°52′32″N 83°57′24″W / 34.87556°N 83.95667°W，而該地的平均海拔高度為574米（即1883英尺）。